# 久我建通
久我建通（1815年3月11日—1903年9月26日），是江戶時代後期及明治時代的公卿，也是村上源氏清華家的久我家當主。

## 生平
久我通明在文化十二年（1815年）於京都出生，是關白一條忠良與細川富子（細川齊茲）的第三子，後在文政元年（1818年）過繼給喪子的久我通明為後。文政五年（1822年）敘爵從五位下；經任侍從、左近衛權少將與左近衛權中將後，在文政九年（1826年）昇敘從三位，位列公卿。
及後他也擔任過權中納言、春宮權大夫、權大納言、近衛右大將和右馬寮御監。文久七年（1862年）他出任內大臣和國事御用掛，因而被攘夷派排擠，同年被彈劾卸任，受蟄居落飾處分。
明治元年（1868年）政府赦免了他，明治二十二年（1889年）敘位從一位、勳一等，到明治三十六年（1903年）逝世，享年88歲。